# Line De Witte
Line De Witte (Leuven, 16 augustus 1988) is een Belgisch auteur, leerkracht en marxistisch politica voor de PVDA. 

## Levensloop
De Witte groeide op te Kessel-Lo. Ze studeerde sociologie en politicologie en volgde een lerarenopleiding aan de Katholieke Universiteit Leuven. Ze was voorzitter van jongerenbeweging Comac in Leuven. Na haar afstuderen was ze werkzaam als wetenschappelijk medewerker aan die universiteit. Later werd ze werkzaam als leerkracht wiskunde en geschiedenis te Tienen.
Bij de Vlaamse verkiezingen van mei 2014 was ze lijsttrekker in de kieskring Vlaams-Brabant. Ze werd niet verkozen. 
In 2017 gaf De Witte een boek uit over het Trans-Atlantisch Vrijhandels- en Investeringsverdrag (TTIP) en het Comprehensive Economic and Trade Agreement (CETA).
Bij de lokale verkiezingen van oktober 2018 was ze PVDA-lijsttrekker in Leuven. De partij behaalde met De Witte haar eerste verkozen gemeenteraadslid in de stad. Ze bekleedde deze functie tot aan de gemeenteraadsverkiezingen van oktober 2024, waarbij ze als lijstduwer op de PVDA-lijst niet werd herkozen in de Leuvense gemeenteraad.
Bij de Europese Parlementsverkiezingen op 26 mei 2019 was De Witte lijsttrekker voor de PVDA in het Nederlands kiescollege, maar de partij behaalde geen verkozenen.
De Witte werd lijsttrekker bij de Vlaamse verkiezingen van 9 juni 2024 in de kieskring Vlaams-Brabant. De partij kreeg 8,09% van de stemmen, 3,48 procentpunt meer dan in 2019, en sprong ze over de kiesdrempel. Met 12.924 voorkeursstemmen werd De Witte als eerste Vlaams-Brabantse PVDA'er verkozen tot het Vlaams Parlement. Tegelijkertijd behaalde partijgenoot Kemal Bilmez de eerste Kamerzetel vanuit Vlaams-Brabant. In het Vlaams Parlement werd zij vast lid van de commissie Onderwijs.